# Oskarshamns högre allmänna läroverk
Oskarshamns högre allmänna läroverk var ett läroverk i Oskarshamn verksamt från 1858 till 1968.

## Historia
Skolan bildades som ett tvåklassigt (lägre) elementarläroverk 1858. Från början hade man 15 elever, och läroverksbyggnad saknades, och undervisningen fick bedrivas i olika lokaler. 1864 flyttade man slutligen in en egen byggnad, "Gamla skolan" vid Varvsgatan snett emot rådhuset. Samtidigt fick läroverket 3 klasser med 3 lärare. 1877 blev skolan 4-klassig och 1878 5-klassig, samtidigt som namnet ändrades till Oskarshamns lägre allmänna läroverk. Då hade skolan sex lärare. Antalet elever varierade mycket. Ursprungligen hade 1/4 av skolbyggnaden upptagits av gymnastiksal, men 1886 uppfördes en separat gymnastiksal. Den låg endast något tiotal meter från läroverksbyggnaden men kom fram till dess att stadsgränserna ändrades 1891 att ligga utanför staden i Döderhults socken. 1906 hade antalet elever vuxit till 120 och samma år blev skolan en 6-årig realskola med 7 lärare. 1916 uppfördes det så kallade "annexet" men naturvetenskapliga lärosalar, teckningssal, vaktmästarbostad och några klassrum. Från höstterminen 1928 kom realskolan att successivt ombildas till samrealskola med en 4-årig och en 5-årig linje.
1936-37 byggdes gymnastiksalen om, och från läsåret 1938–1939 inrättades en handelslinje. Från och med läsåret 1947–1948 förenades ett treårigt kommunalt realgymnasium med samrealskolan, och från höstterminen 1954 kom skolan att successivt förstatligas samtidigt som en treårig latinlinje inrättades.
1956 hade gymnasiet helt förstatligats och skolan blev då Oskarshamns högre allmänna läroverk. Skolan kommunaliserades 1966 och namnändrades då till Valhallaskolan där gymnasiedelen flyttade ut 1971 till Södertornsskolan, numera Oscarsgymnasiet. Studentexamen gavs från 1955 alternativt 1956 till 1968 och realexamen från 1907 till omkring 1970.
Nya skollokaler invigdes 1960